# Breach Candy

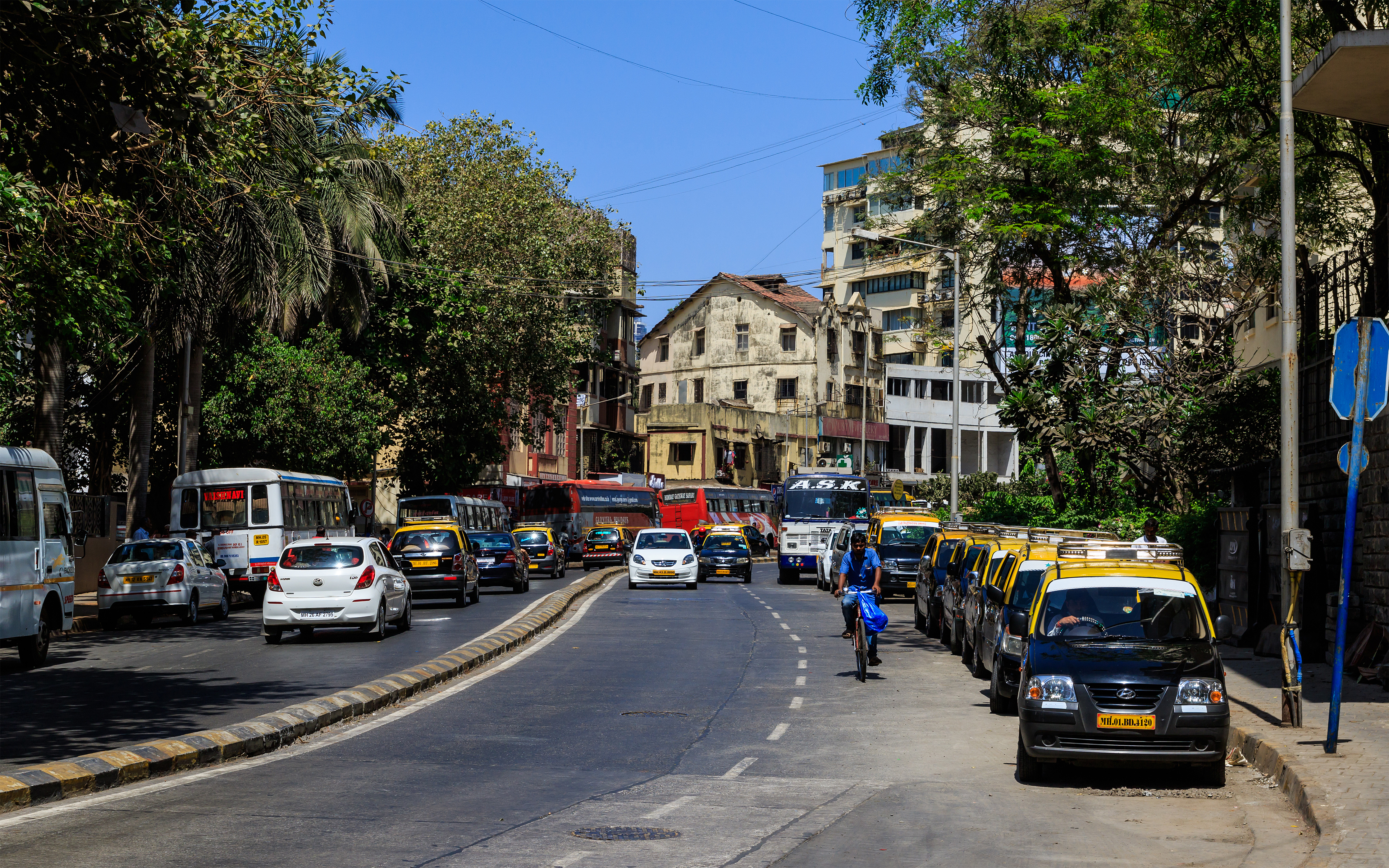
Warden Road

Bhulabhai Desai Road, également connu sous l'ancien nom de Warden Road (et la partie près de la piscine comme Breach Candy), est une localité résidentielle et semi-commerciale du Sud de Mumbai (anciennement Bombay). Le nom Breach Candy provient d'une corruption du mot hindi et arabe "Burj-Khadi"
La région possède de nombreux monuments célèbres tout au long de sa longue et sinueuse étendue, de l'hôpital Breach Candy Hospital aux jardins d'Amarson et de Tata et Lincoln House, ancien emplacement du consulat général des États-Unis à Mumbai. Le club de Breach Candy Club dans le quartier abrite la plus grande piscine en forme d'Inde du pays. Juste à côté de Bhulabhai Desai Road se trouve le Sophia College réservé aux femmes.
Le temple Mahalaxmi du XVIIIe siècle, qui honore la déesse hindoue de la richesse et de la sagesse, est situé à proximité, au bord de la mer. C'est l'un des temples les plus célèbres de Mumbai et attire chaque année des millions de fidèles et de touristes.[réf. nécessaire]
La zone appartient au quartier "D-Ward" de la Bombay Municipal Corporation et partage le code postal 400 026 sous le bureau de poste de Cumballa Hill. Il se trouve à 21 kilomètres au sud de l'Aéroport International Chhatrapati Shivaji et à seulement 2 kilomètres de la gare centrale de Mumbai. Elle est bien desservie par les bus locaux de BEST.
Géographiquement, cette route tourne autour de la Mer d'Arabie. En raison de sa situation pittoresque, les prix immobiliers sont parmi les plus chers du pays.

## Histoire
Il n'y a pas si longtemps, Breach Candy était peu peuplée avec des bungalows et des manoirs. La plupart des résidents sont nés dans de l'argent ancien. Certains de ces bungalows et manoirs sont encore debout. Le Breach Candy House, le Breach Candy Swimming Club et l'hôpital de Breach Candy sont présents depuis l'époque du régime britannique. Le nom de Breach Candy provient de la corruption du mot hindoustani "Burj-Khadi"
Au pied nord de la colline de Cumballa, dans la partie appelée aujourd'hui Breach Candy, se trouvait un temple pour trois déesses — Mahakali, Mahalakshmi et Mahasaraswati. Un ruisseau au nord séparait l'île de Bombay de l'île de Koli, Worli. Ce ruisseau a été comblé après l'achèvement du vallon de Hornby en 1784. Peu après, le temple moderne de Mahalakshmi fut construit ici.
Les jardins d'Amarson et de Tata étaient des décharges avec des camions de construction abandonnés, des grues et des bulldozers probablement utilisés dans des projets de poldérisation.[réf. nécessaire] Quelques-uns de ces camions étaient stationnés dans un garage de la taille d'un camion derrière Scandal Point. De même, des camions, des grues et des bulldozers ont été vus abandonnés sur les terres aujourd'hui connues sous le nom de parc Priyadarshini.

## Résidents célèbres
- Asha Bhosale
- Ronnie Screwvala
- Bhanu Athaiya
- Salman Rushdie
- Azim Premji
- Tara Sharma
- Ramesh Balsekar

## Éducation
- Green Lawns High School
- Activity High School
- Sophia College
- DSB International School (en) (école allemande) Garden Campus[2]